# 八氏狼蛛
八氏狼蛛（学名：Lycosa yaginumai）为狼蛛科狼蛛属的动物。在中国大陆，分布于河北、山西、吉林、浙江、山东、湖南、四川等地，一般栖息于平原草地以及山地草丛。该物种的模式产地在河北。